# جون إتش هال
جون إتش هال (بالإنجليزية: John H. Hall)‏ هو مخترع أمريكي، ولد في 4 يناير 1781 في بورتلاند في الولايات المتحدة، وتوفي في 26 فبراير 1841 في موبرلي في الولايات المتحدة.